# 先鋒村站
先锋村站是一座多倫多地鐵央街－大學線車站，坐落加拿大安大略省大多倫多地區東西向要道之一士刁士路和西北門（Northwest Gate）的交界處。士刁士路是多倫多市和約克區之間的界線，此站亦為多倫多地鐵首次超出多倫多市的轄區範圍，邁進約克區旺市。此站於2017年12月17日聯同士巴丹拿地鐵延線項目其他車站一起開幕。
此站於規劃和工程階段名為士刁士西站（Steeles West Station），但多倫多公車局職員於2010年建議以此站附近的黑溪先锋村博物館（Black Creek Pioneer Village）將此站命名為黑溪先锋村站；公車局的執行委員會於2012年9月27日通過這項建議。車站名稱再於2013年7月縮短為先鋒村站。

## 接駁交通
下列巴士線駛經先鋒村站：
多倫多公車局
- 35號A/B珍街巴士線（Jane）
- 41A號基爾街巴士線（Keele）
- 60號A/B/D/E士刁士巴士線（Steeles）
- 84號A雪柏大道西巴士線（Sheppard West）
- 106號約克大學巴士線（York University）
- 107號北基爾街巴士線（Keele North）
- 108號A/B登士維巴士線（Downsview）
- 195號A珍街巴士線（Jane Rocket）

約克區公車局
- 約克區活力巴士捷運紫線（Viva Purple）
- 3號康山巴士線（Thornhill）
- 20號珍街巴士線（Jane）
- 96號基爾街－央街巴士線（Keele－Yonge）
- 107號基爾街巴士線（Keele）
- 165號韋斯頓道巴士線（Weston）

## 外部連結
- （英文）TTC Steeles West Station（页面存档备份，存于）－多倫多公車局網站 先鋒村站頁面